# Fabriziano e Filiberto
Fabriziano (in alcune fonti anche Fabrizio) e Filiberto sono, secondo la tradizione, due cristiani martirizzati a Toledo; sono venerati come santi dalla Chiesa cattolica, che li commemora il giorno 22 agosto.

## Culto
Non si ha alcuna informazione sulla vita di questi personaggi, e i loro nomi non compaiono né nell'elenco fatto da Usuardo nell'858, in occasione del suo viaggio in Spagna; appaiono per la prima volta nel Messale e nell'appendice al breviario per il rito mozarabico fatti stampare nel 1500 e nel 1506 dal cardinale Francesco Jiménez di Cisneros, e figurano successivamente nella editio princeps del Martirologio Romano (dove sono citati solo come martiri, senza altre indicazioni). Secondo Cesare Baronio, la cattedrale di Santa María de Toledo conservava alcuni documenti su questi due santi che però, se anche realmente esistenti, sono andati perduti.
Il loro culto è limitato sostanzialmente all'arcidiocesi di Toledo. Va notato che san Filiberto potrebbe essere la stessa persona di un santo omonimo, ricordato come primo abate di Jumièges, e che le reliquie di un altro san Fabriziano, la cui festa è l'11 luglio, sono custodite nella chiesa di Sant'Andrea di Chelles (diocesi di Meaux).